# 龚鼎臣
龚鼎臣（1010年—1087年），字辅之，号东原，郓州须城（今山东省东平县）人，北宋经学家。
景祐元年进士及第，为平阴县主簿。调孟州司法参军、泰宁军节度使掌书记，知莱芜、濛阳、安丘县，擢升为知渠州。召入京，为编校史馆书籍，擢升为起居舍人、同知谏院，转吏部、礼部二部郎中，拜户部员外郎兼侍御史知杂事。在台谏多年，曾经上书请求裁汰滥官冗兵，禁奢靡，又多次上疏请皇太后曹氏还政于宋英宗。论大事无所顾忌，但是词气平和，所以建议多被采纳。后出知应天府，改任江宁府。宋神宗即位，除判吏部流内铨、太常寺，出知兖州，再判太常寺，留守南京。告老，由知青州提举亳州太清宫，以正议大夫致仕。著作有《东原录》、《周易补注》等。

## 延伸阅读
[在维基数据编辑]
 在维基文库阅读此作者作品
 《宋史/卷347》，出自脱脱《宋史》